# Cratichneumon louisianae
Cratichneumon louisianae là một loài tò vò trong họ Ichneumonidae.